# 渡辺渡 (冶金学者)

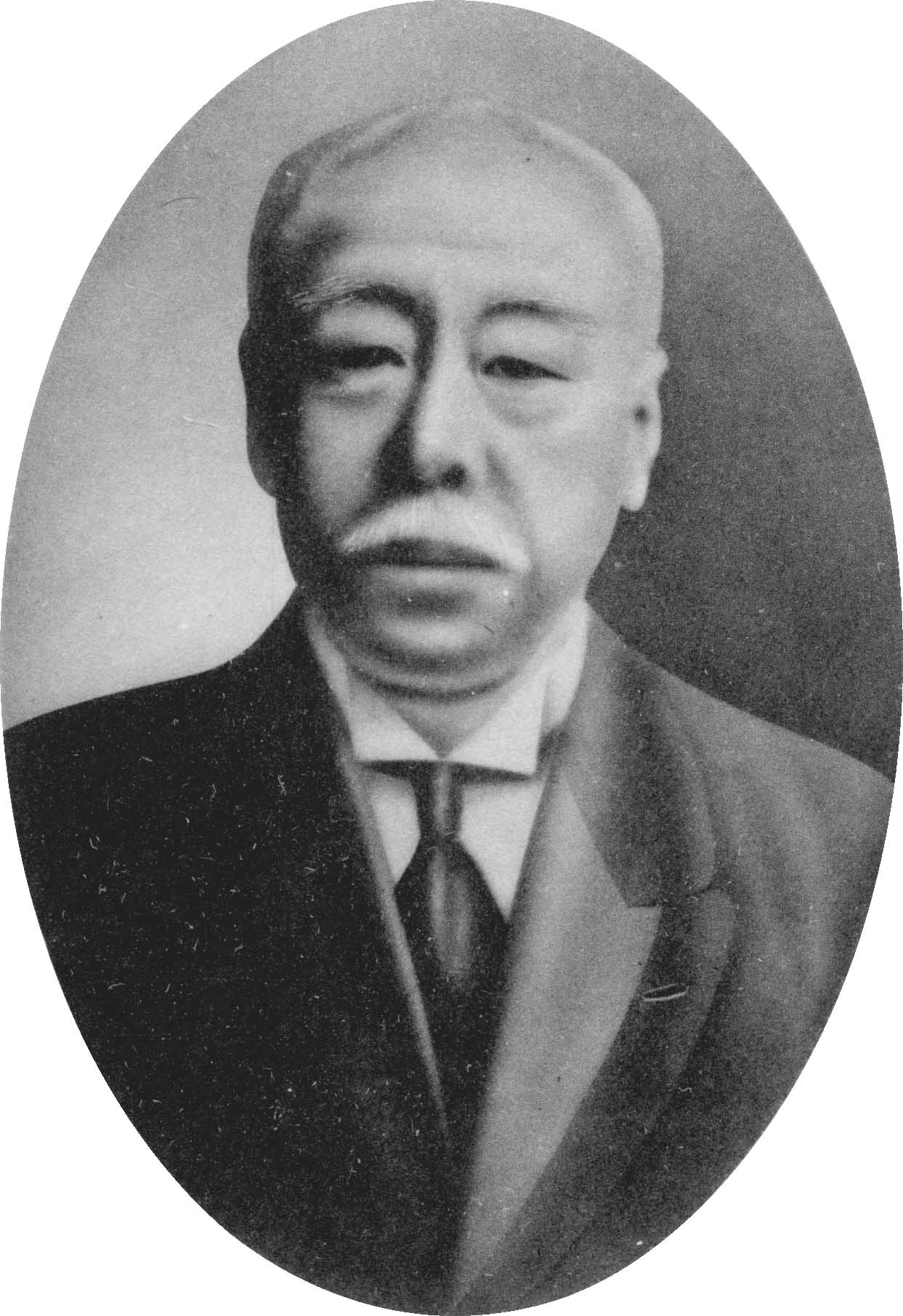
渡辺渡

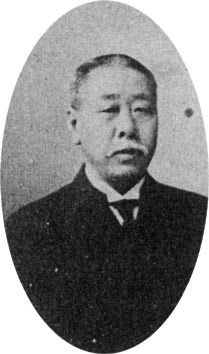
渡辺渡

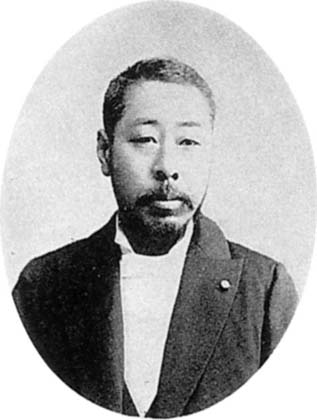
渡辺渡

渡辺 渡（わたなべ わたる、安政4年7月27日（1857年9月15日） - 大正8年（1919年）6月29日）は、日本の冶金学者。

## 人物・生涯
長崎県出身。大学南校を経て、1879年（明治12年）、東京大学理学部を卒業し、東京大学校助教授となった。1882年（明治15年）から1885年（明治18年）まで冶金鉱山学研究のためドイツに留学し、フライベルク鉱山大学に学ぶ。1886年（明治19年）、東京帝国大学工科大学教授に就任し、農商務省技師を兼ね佐渡鉱山局に勤務した。また宮内省で御料鉱山設置の構想が進むと、御料局技師・理事・佐渡支庁長に任命された。1891年（明治24年）には工学博士の学位を得た。しかし1896年（明治29年）に御料鉱山構想が中止になると退官した。しかし翌年に再び工科大学教授に任命され、農商務省鉱山局長を兼ねた。1899年（明治32年）、局長を辞し欧米に出張した。1902年（明治35年）から工科大学長を務めた。墓所は染井霊園。

## 親族
- 父・渡辺真 - 東京府平民[3]
- 妻・すみ - 台北賓館、台湾神宮などを手掛けた建築家福田東吾（1855年－1917年）の妹[3]
- 長女・つな（1880年生） - 横堀治三郎の妻[3]
- 二女・禄（1882年生） - 加茂正雄の妻[4]
- 長男・渡辺仁（1887年生） - 東京帝大建築科卒。建築家。岳父に菊池武夫 (法律家)。[5]
- 三女・義乃（1890年生） - 古宇田實の妻[6]
- 二男・礼（1894年生） - 法学士
- 四女・智聰子（1897年生）
- 五女・信夫（1899-1970） - 医師・堀江恭一(1889-1962)の妻[7]。婚家の堀江家は天正年間より中野郷（現・東京都中野区）の名主を務めた旧家で、恭一の父・堀江悦之助は地主で銀行家[8]。継母の松江は石坂泰三の姉[7]。弟の堀江重賢は日本ステンレス副社長、住友金属工業常務取締役[9][10]。妹の秀子は日比谷平左衛門の孫・平次郎に嫁いだ[11]。信夫・恭一夫妻には子がなく、屋敷の半分を中野バプティスト教会に売却し、信夫の遺言でもう半分を老人福祉センター設立のために中野区に寄附した[9]。
- 三男・渡辺誠（1903年生） - 商工省鉱山局技師